# 七老图山
七老图山位于河北省承德市与内蒙古自治区赤峰市交界处，属燕山山脉北缘的平行支脉。

## 地理学
为断块山地。西北-东南走向。为老哈河、滦河分水岭。
最高峰为赤峰市郊区、克什克腾旗、河北省围场县的界山。海拔2067米。